# 1984年臺灣
|        | 臺灣歷史 \| 台灣歷史年表 |
| 世纪： | 19世纪臺灣 \| 20世纪臺灣 \| 21世纪臺灣 |
| 年代： | 1950年代臺灣 \| 1960年代臺灣 \| 1970年代臺灣 \| 1980年代臺灣 \| 1990年代臺灣 \| 2000年代臺灣 \| 2010年代臺灣                                           |
| 年份： | 1979年臺灣 \| 1980年臺灣 \| 1981年臺灣 \| 1982年臺灣 \| 1983年臺灣 \| 1984年臺灣 \| 1985年臺灣 \| 1986年臺灣 \| 1987年臺灣 \| 1988年臺灣 \| 1989年臺灣 |
| 纪年： | 甲子年（鼠年）、中華民國73年 |

1984年臺灣公布施行《勞動基準法》，發生江南案。

## 政府

### 國家正副元首

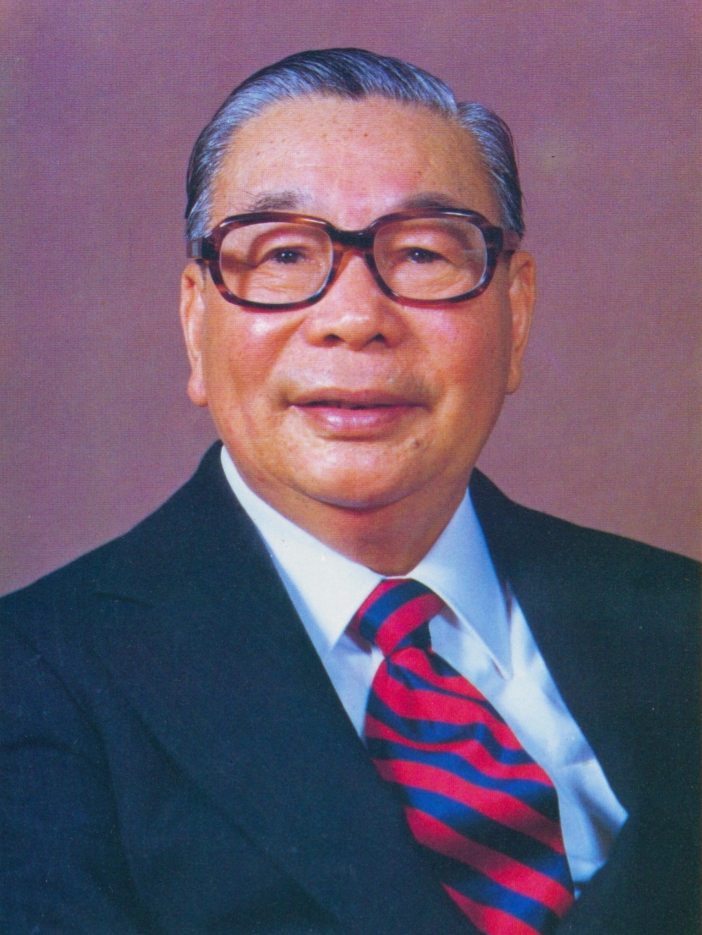
總統：蔣經國
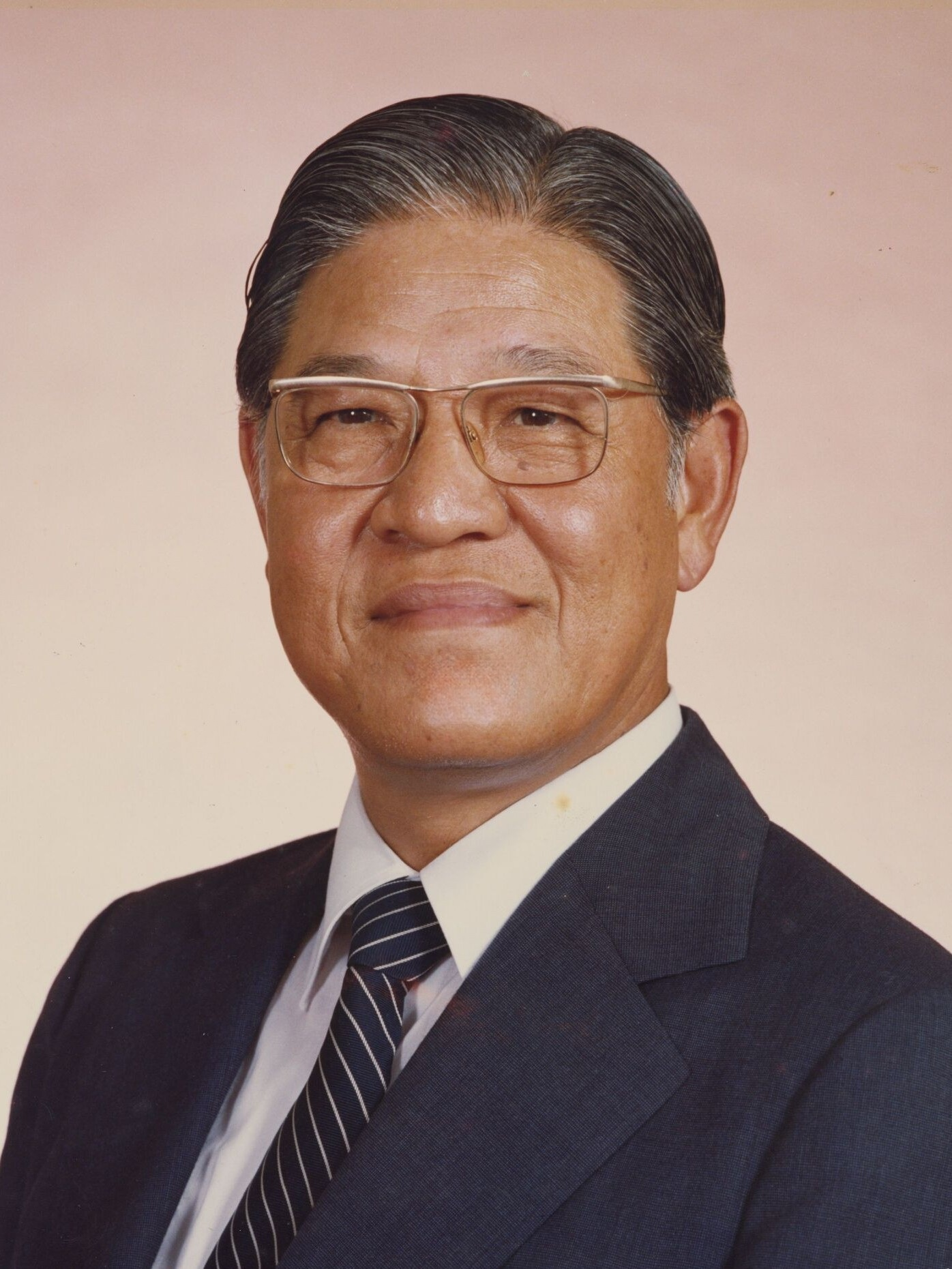
副總統：李登輝

### 五院首長

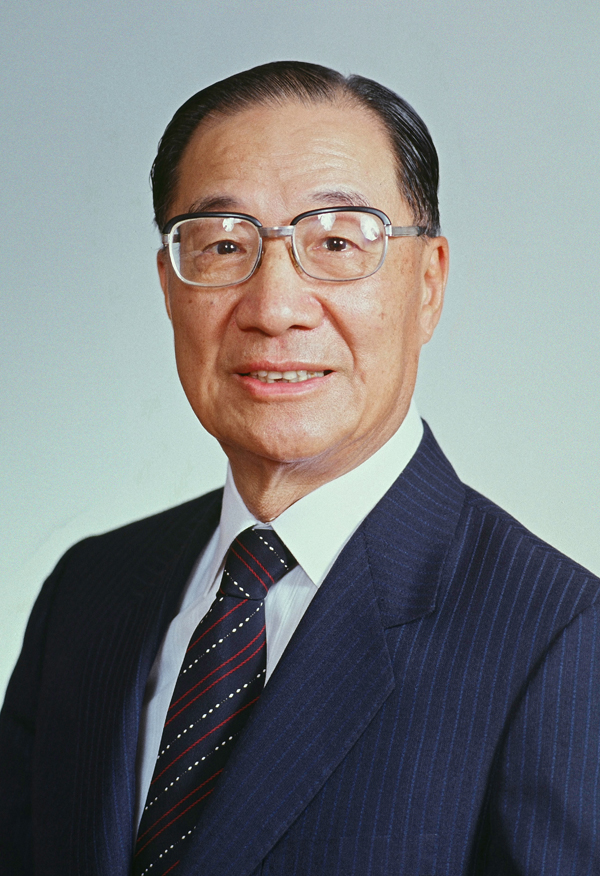
行政院院長：俞國華
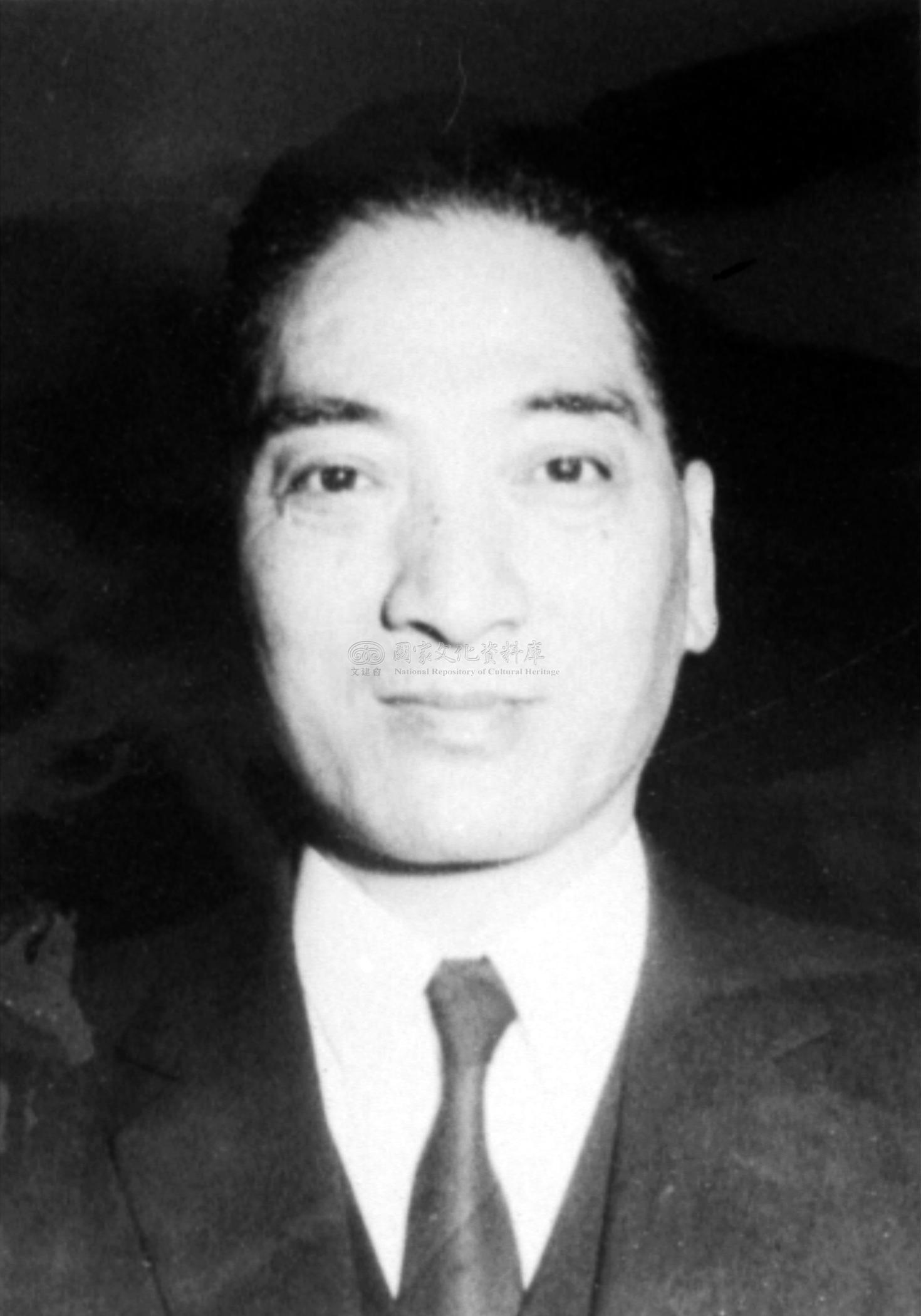
立法院院長：倪文亞
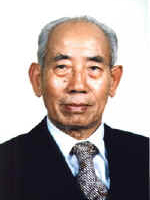
司法院院長：黃少谷
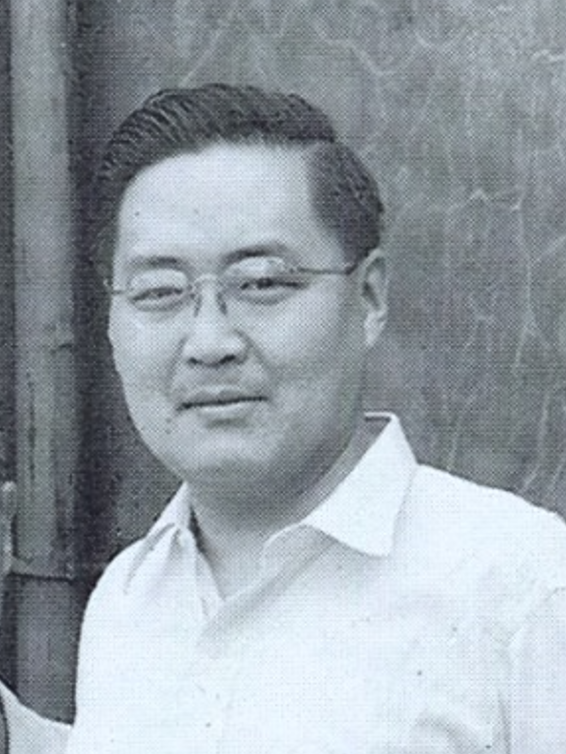
考試院院長：孔德成
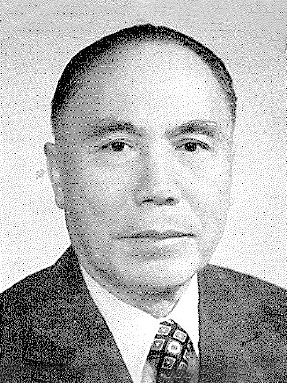
監察院院長：余俊賢

### 省政府主席

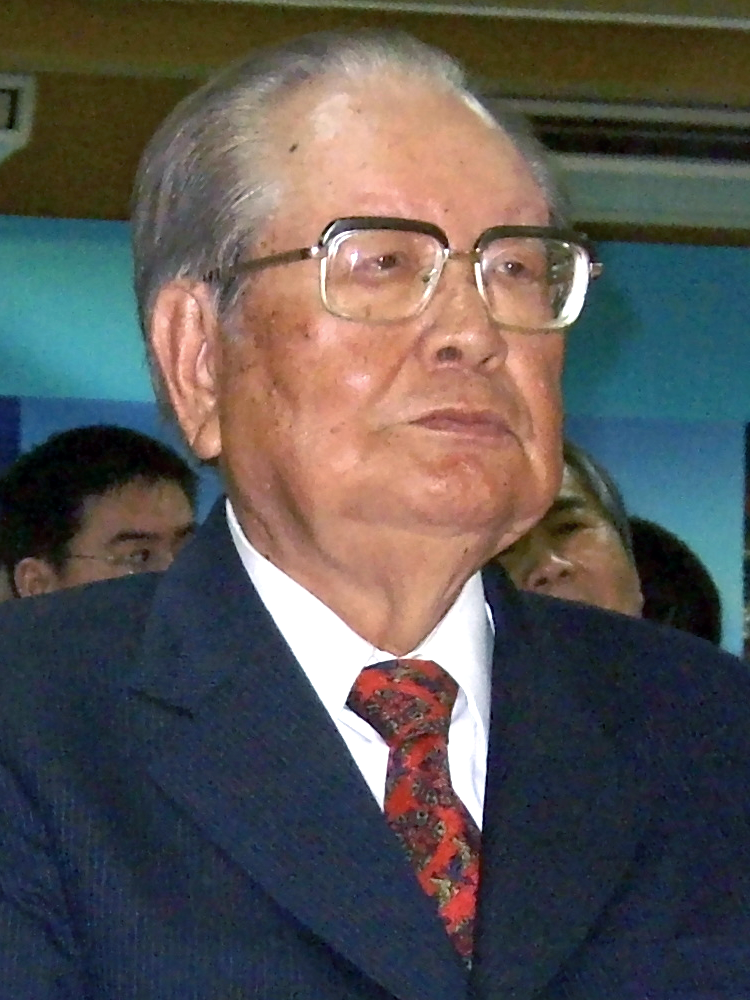
臺灣省政府主席：邱創煥
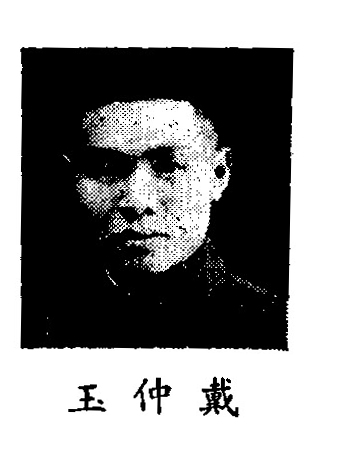
福建省政府主席：戴仲玉

### 成員變動

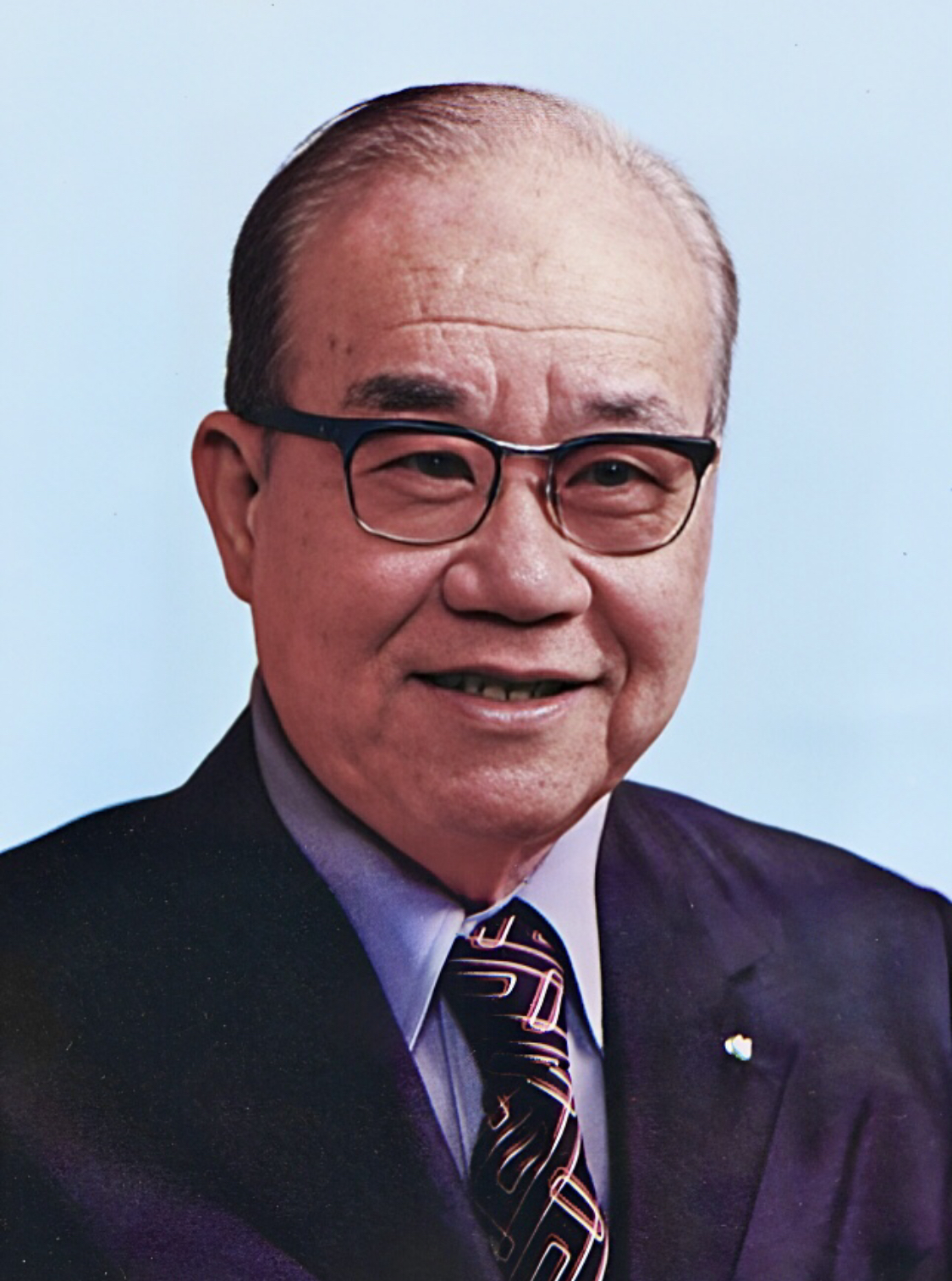
副總統：謝東閔（任期屆滿）
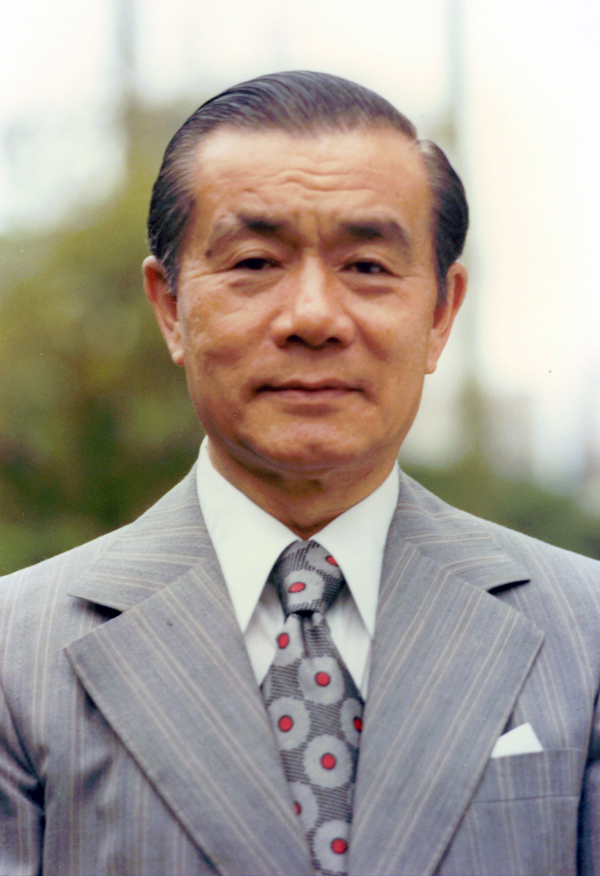
行政院院長：孫運璿（內閣總辭）
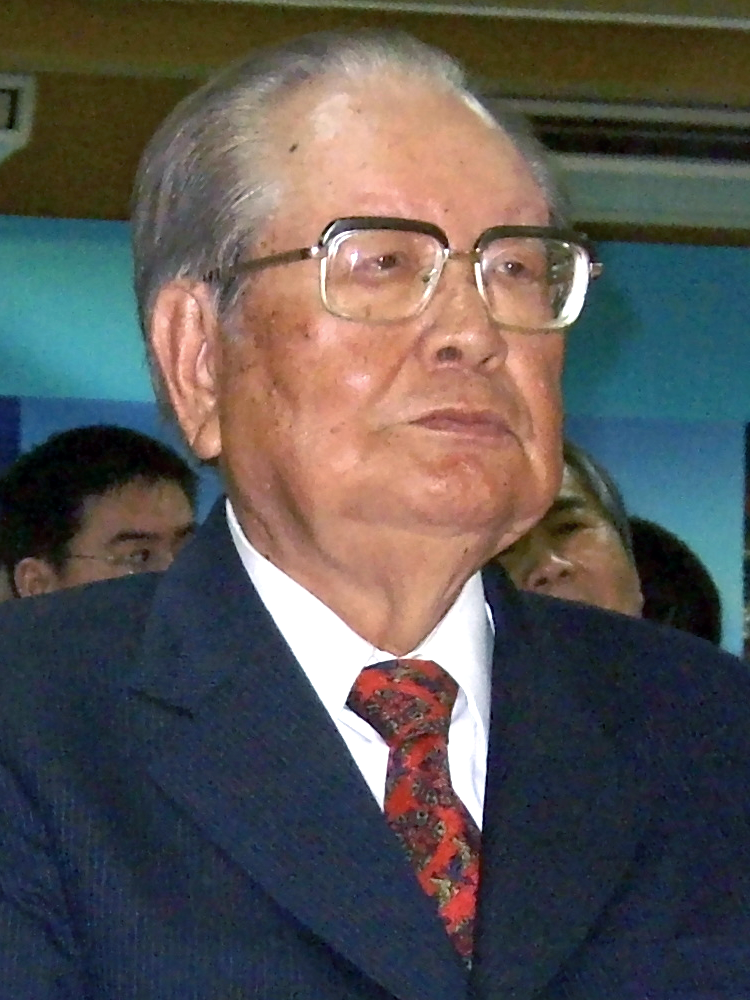
行政院院長：邱創煥（代理結束）
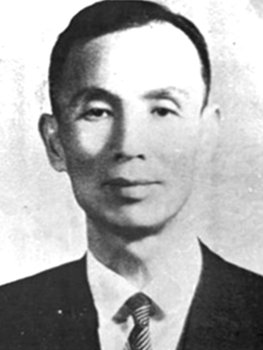
考試院院長：劉季洪（任期屆滿）
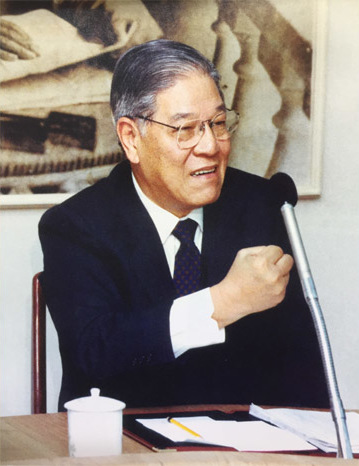
臺灣省政府主席：李登輝（轉任副總統）
臺灣省政府主席：劉兆田（代理結束）

## 大事記

### 1月
- 1月1日——墾丁國家公園管理處正式成立[1]:936。
- 1月3日——新聞局宣佈，專案准許四部日本影片進口，為自1973年禁止輸入日片後的首次開禁。
- 1月9日——苗栗縣苑裡鎮一間爆竹工廠發生爆炸，造成4人死亡，2人重傷。
- 1月28日——臺灣第一家麦当劳在臺北市民生東路開幕。

### 2月
- 2月8日——第十四屆冬季奧運於南斯拉夫塞拉耶佛揭幕，中華民國於睽違8年後恢復參加[1]:936；「中華台北」重返奧運會場。
- 2月14日——中國國民黨第十二屆二中全會及中央評議會第二次會議在陽明山中山樓舉行，蔣經國在開幕典禮中致詞[2]:453。翌日，大會順應輿情，一致推舉蔣經國為第七任總統候選人，同時接受蔣經國以總統候選人身分，提名李登輝為副總統候選人[2]:453。
- 2月20日——上午10時，國民大會第七次會議在陽明山中山樓中華文化堂開幕，蔣經國親臨致詞[2]:454。大會預定會期35天，至3月25日閉會[2]:455。
- 2月24日——行政院院長孫運璿因腦溢血被送往醫院急救。
- 2月28日——臺北發生車禍，致6死30餘傷[3]。
- 2月29日——澎湖航業公司所屬貨輪「馬公輪」靠泊馬公碼頭卸貨時，發生爆炸大火，造成11死12傷[4]。

### 3月
- 3月14日——交通部宣布中華航空公司將達成環球航線：臺北－阿姆斯特丹－紐約－臺北（4月12日，進行首航）；經濟部長趙耀東宣布實施「局部、計畫性自由經濟政策」，逐步取消對國內工業的保護[1]:938。
- 3月15日——錢穆及牟宗三獲行政院文化獎[1]:938。
- 3月16日——費希平等7位立法委員聯合向行政院提出書面質詢，希望政府重視人權，特赦政治犯、開放黨禁[1]:938。
- 3月21日——國民大會投票選舉第七任總統，蔣經國以1012票高票當選連任[2]:454。蔣經國、李登輝當選第七任正、副總統（5月20日，宣誓就職。）[1]:938。
- 3月22日——一架英國航空公司班機在飛往北京途中遭劫機，轉降於中正國際機場。
- 3月24日——長庚醫院完成台灣首例肝臟移植手術。
- 3月27日——倪文亞、劉闊才當選立法院第八屆院長、副院長；臺灣省政府批准新竹市長施性忠辭職[1]:938。
- 3月30日——美國國防部通知國會，售予中華民國8,700百萬美元之軍事裝備零件及補給品；臺北市螢橋國小發生歹徒潑硫酸事件[1]:939。

### 4月
- 4月3日——長庚醫院完成亞洲地區首次胰臟、腎臟移植手術[1]:939。
- 4月7日——第八屆亞洲青年籃球賽開幕，因主辦國南韓背信許可中共代表隊持五星旗入場，中華代表隊拒絕出席並退出比賽[1]:939。
- 4月8日——中山高三義路段發生連環車禍，造成13死22傷[5]。
- 4月11日——外交部宣布：中華民國與聖露西亞正式建交[1]:939。
- 4月14日——美國參議員高華德訪臺4天（1986年1月4日，訪臺5天。）[1]:939。
- 4月23日——臺、美保護智慧財產權會議在臺北舉行，研討有關商標、專利與著作權問題（4月28日，達成協議，在商標專利方面加強協調合作。）[1]:939。
- 4月26日——行政院新聞局長宋楚瑜在立法院表示，言論出版自由應盡社會責任，不能違反國家利益[1]:939-940。四位美麗島事件受刑人黃信介、張俊宏、姚嘉文、林弘宣，在監獄中展開絕食行動，支持者也成立「美麗島政治犯絕食聲援會」聲援，並於義光教會(林宅血案發生地)展開絕食。

### 5月
- 5月1日——美國國防部長卡斯帕·溫伯格重申依「臺灣關係法」繼續供給我國武器[1]:940。
- 5月20日——蔣經國在陽明山中山樓宣誓任第七任中華民國總統，副總統李登輝同時宣誓就職[2]:455。中國國民黨於下午3時舉行臨時中央常會，蔣經國親臨主持，提名俞國華為行政院院長，咨請立法院行使同意權[2]:455。
- 5月24日——總統蔣經國接見來訪的韓國前總理金相浹等人[6]。
- 5月25日——外交部重申與中共不談判、不妥協、不接觸的堅定立場；特任俞國華為行政院長[1]:940。
- 5月28日——中國國民黨中央常會臨時會議通過俞國華所提內閣閣員名單，即由蔣經國正式發布任命；新內閣閣員分別是：行政院政務委員馬紀壯、李國鼎、高玉樹、張豐緒、周宏濤、趙耀東、郭為藩[2]:456；總統令，林洋港出任行政院副院長，部會首長為：內政部吳伯雄、外交部朱撫松、國防部宋長志、經濟部徐立德、教育部李煥、法務部施啟揚、財政部陸潤康、交通部連戰、蒙藏委員會董樹藩、僑務委員會曾廣順；邱創煥任臺灣省政府主席，沈昌煥為總統府秘書長，汪道淵為國家安全會議秘書長[1]:940。
- 5月30日—特任張繼正為中央銀行總裁，任命王章清為行政院秘書長，陳履安為國家科學委員會主任委員[1]:940。
- 5月31日——俞國華在蔣經國親臨監誓下宣誓就職，6月1日正式視事[2]:455。孫運璿因中風後復原情況不佳，宣布請辭。

### 6月
- 6月1日——俞國華舉行就任後第一次記者會，說明國家行政工作推展方向：「一、促進社會和諧發展。二、擴大經濟發展的功能。三、開展國家現代化的前途。」[2]:455-456同日仁寶電腦成立。
- 6月5日——美國在臺協會臺北辦事處宣布由宋賀德（Harry E. T. Thayer）接任處長[1]:941。
- 6月6日——特任朱匯森為國史館館長[1]:941。
- 6月7日——前臺灣省政府主席吳國楨在美國病逝（湖北建始人，曾任漢口、重慶、上海等市市長、外交部次長等職，來臺後繼陳誠出任臺灣省政府主席，1953年辭職赴美，曾著文批評當局，引發巨大風潮。）[1]:941。
- 6月12日——行政院長俞國華在立法院報告施政報告中指出，堅持反共國策，英國與中共香港協議概不承認[1]:941。
- 6月14日——行政院核定中央銀行總裁張繼正出任亞洲開發銀行理事[1]:941。
- 6月20日——臺北縣土城鄉海山煤礦嚴重災變，74名礦工罹難（12月5日，海山一坑煤礦災變，90餘人罹難。）[1]:941。
- 6月23日——新竹市舉行市長補選，由無黨籍的施性忠捲土重來當選市長。[7]
- 6月27日——六二七事件發生，金門國軍在搜捕逃兵莊輝亮的行動中，意外砲擊中中華人民共和國控制的角嶼而引發炮戰。這是自1979年金門砲戰停戰以後，海峽兩岸唯一的軍事衝突。
- 6月28日——美國共和黨聯邦參議員高華德發表聲明，指軍售中共武器違反「臺灣關係法」，嚴重危害亞太安全[1]:941。

### 7月
- 7月7日——小人國主題樂園開幕。
- 7月10日——臺北縣瑞芳鎮煤礦災變，百餘人死亡[1]:941。
- 7月21日——畫家李仲生辭世（廣東仁化人，為美術教育家，鼓吹當代藝術，有「中國現代繪畫導師」之美譽。）[1]:941。
- 7月27日——第三核能發電廠（核三廠）正式營運。
- 7月28日——臺灣以中華台北名義，重返洛杉磯奧運會（7月31日，舉重選手蔡溫義獲男子舉重60公斤級銅牌。）[1]:941。大會於8月12日閉幕，中華民國首度以中華台北名義參加夏季奧林匹克運動會。

### 8月
- 8月1日——公佈施行勞動基準法，保障勞工工作權及生存權（1985年2月14日，行政院通過「勞動基準法施行細則」。）[1]:941。
- 8月10日——中國青年黨主席陳啟天病逝（湖北黃陂人，曾為少年中國學會成員，後與李璜、曾琦等人創辦《醒獅週報》，倡導國家主義，為青年黨重要成員。）[1]:942。
- 8月13日——韓國司法部本日以遣送國外方式將卓長仁等6人開釋（1983年，卓長仁等6人從瀋陽挾機至南韓，被南韓處以徒刑，經外交部爭取後來臺。）[1]:942。
- 8月17日——特任孔德成、林金生分別為考試院正、副院長，李崇道為考試委員（8月16日，獲監察院投票同意。）[1]:942。
- 8月18日——金門古寧頭戰史館落成[1]:942。
- 8月23日——行政院通過任命張京育為新聞局長、張兆玄為國家科學委員會副主任委員[1]:942。
- 8月29日——特任瞿韶華為考選部長，陳桂華為銓敘部長[1]:942。

### 9月
- 9月3日——日本自民黨國會議員石原慎太郎率團訪臺[1]:942。
- 9月9日——何應欽發表〈告黃埔同學書〉，斥责中國大陆黃埔軍校同學會的“統戰陰謀”[8]:798。
- 9月12日——行政院農業委員會正式成立，王友釗為主任委員[1]:942。
- 9月21日——行政院長俞國華在立法院74會期報告施政，宣布6年內推動十四項重要建設（12月26日，中國國民黨主席蔣經國指示，全力支持貫徹執行十四項建設。）[1]:943。
- 9月26日——行政院長俞國華因英國與中共草簽香港前途協議，表示政府決盡力協助港九同胞爭取民主自由[1]:943。

### 10月
- 10月1日——行政院表示外匯管理不宜放棄，有效運用外匯存底，加速經濟發展[1]:943。
- 10月7日——經濟部發布臺灣地區能源政策，持續發展核能發電[1]:943。
- 10月8日——行政院強化「香港小組」層次，以副院長林洋港為召集人（1985年1月8日，決簡化港九僑胞入出境及回國定居手續，並具體協助投資貿易。）[1]:943。
- 10月10日——郵政博物館新館落成啟用，新館落成特展同日開展。
- 10月15日——《蔣經國傳》作者劉宜良（筆名江南）於美國舊金山自宅遭暗殺，是為「江南案」（11月12日，內政部宣佈展開「一清專案」，進行掃黑；1985年4月9日，竹聯幫陳啟禮、吳敦判處無期徒刑；4月19日，軍事法庭審結宣判，前情報局長汪希苓以共同殺人罪處無期徒刑。）[1]:943。
- 10月27日——臺、韓作家會議於漢城舉行[1]:943。

### 11月
- 11月12日——中華民國政府宣布開展針對台灣島內主要幫派及流氓進行掃蕩的「一清專案」[9]:581。
- 11月18日——第21屆金馬獎於臺北市舉行頒獎典禮，由《老莫的第二個春天》獲得最佳劇情片獎。
- 11月19日——中央銀行總裁張繼正強調，中華民國為亞洲開發銀行之創始會員國，絕不接受更改在亞洲開發銀行地位和名稱[1]:944。

### 12月
- 12月3日——第八屆中美工商聯合會在臺北揭幕，中、美雙方代表1,000餘人參加[1]:944。
- 12月6日——行政院長俞國華指示，加強實施「臺灣地區煤業政策」，輔導已停工之礦工轉業[1]:944。
- 12月10日——臺灣人權促進會成立[1]:944。
- 12月13日——行政院院會通過任命錢純、郭婉容為中央銀行正副總裁[1]:944。
- 12月19日——《中英聯合聲明》；外交部發表聲明，譴責中共與英國簽署香港協議，重申我國不予承認，但將給予港胞一切必要協助[1]:945。

## 出生
参见： 1984年出生
- 1月1日——張軒齊，電競選手。
- 1月4日——黃韻涵，政治人物。
- 1月5日——林可恩，演員。
- 1月9日——楊子儀，演員、主持人。
- 1月11日——江惠儀，歌手。
- 1月13日——劉香慈，藝人。
- 1月14日——林綾，歌手。
- 1月16日——
  - 陸雲鳳，桌球選手。
  - 郭碧婷，演員、模特兒。
- 1月18日——劉維泰，導演、編劇。
- 1月19日——潘之敏，演員。
- 1月22日——楊敬敏，籃球運動員。
- 1月23日——林冠綸，籃球教練。
- 1月25日——
  - 郭岱軒，新聞主播、主持人。
  - 高虹安，政治人物。
- 1月26日——林逸築，模特兒。
- 1月27日——林冠仲，棒球選手。
- 2月2日——胡金龍，旅美棒球選手。
- 2月5日——林祖儀，作家。
- 2月6日——
  - 許藍方，兩性諮詢師、YouTube網紅。
  - 陳銪顯，棒球選手。
  - 沈福仁，棒球選手。
- 2月7日——安小蕎，演員、模特兒、主持人。
- 2月11日——黃正偉，職棒選手。
- 2月13日——許書華，醫師、網路紅人
- 2月17日——
  - 廖奕琁，演員、模特兒。
  - 向蕙玲，台語女歌手。代表作有〈愛甲超過〉。
- 2月18日——陳瑀涵，選美小姐，曾參選中華港都小姐、亞洲小姐。
- 2月21日——林柏昇，演員、主持人。
- 2月25日——張東晴，演員。
- 2月27日——
  - 吳韋達，政治人物。
  - 任言愷，演員、模特兒。
- 3月5日——
  - 吳思顏，演員、模特兒、主持人，是吳思賢之姊。
  - 林薇，歌手、演員。
- 3月6日——易俊宏，政治人物、社會運動者。
- 3月7日——吳忠諺，演員、模特兒。
- 3月8日——范安婷，歌手、音樂製作人。
- 3月9日——簡珮如，舞蹈家。
- 3月12日——黃啟峰，籃球教練。
- 3月14日——游閔吉，政治人物。
- 3月15日——吳俊緯，羽球選手。
- 3月17日——林維哲，歌手、舞者。
- 3月19日——
  - 邱翌如，羽球運動員。
  - 魏如昀，歌手、演員，是魏如萱之妹。
- 3月20日——郭玄奇，演員。
- 3月22日——林漢傑，圍棋棋手。
- 3月24日——宇招任，棒球選手。
- 3月26日——陳沂，主持人、時事評論家。
- 3月28日——黃暐婷，歌手、演員、通告藝人，是黃喬歆之姊。
- 3月29日——簡莉穎，編劇。
- 3月31日——房思瑜，演員、模特兒。
- 4月1日——
  - 王勝偉，棒球選手。
  - 鄭宇辰，滅火器樂團的吉他手。
- 4月4日——施志昌，政治人物。
- 4月7日——林其緯，棒球選手。
- 4月8日——
  - 陳世念，籃球教練。
  - 蔡伯南，填詞人、作曲人。
  - 李宓，歌手、演員。
- 4月18日——李祐誠，演員。
- 4月20日——
  - 郭俊佑，棒球選手。
  - 白家綺，演員、主持人。
- 4月22日——曾愷玹，演員、模特兒。
- 4月28日——呂思緯，鼓手、作曲家，是MP魔幻力量的前DJ。
- 5月3日——許育綸，政治人物。
- 5月11日——彭盛韶，政治人物。
- 5月12日——
  - 鄧詠家，歌手。
  - 簡稚澄，桃園市動物保護處技士。
- 5月14日——李明俐，政治人物。
- 5月15日——吳曉純，通告藝人，是沈玉琳之妻。
- 5月16日——程偉豪，導演、編劇。
- 5月22日——剃刀蔣，歌手、音樂製作人。
- 5月26日——劉宜函，新聞主播。
- 5月27日——蔡佩真，籃球運動員。
- 5月28日——劉家豪，棒球選手。
- 5月30日——林智鴻，政治人物。
- 6月3日——
  - 許時豪，演員。
  - 周佐翰，單車旅行家。
- 6月4日——楊丞琳，歌手、演員、主持人。
- 6月5日——張棋惠，歌手、通告藝人。
- 6月6日——沛莉， 演員、主持人、部落客。
- 6月12日——王安琪，演員、配音員。
- 6月13日——龍語申，演員。
- 6月18日——許瑜珊，主持人，是TEDxNeihu創辦人。
- 6月19日——沈佩儀，YOYO家族成員。
- 6月20日——
  - 潘裕文，歌手。
  - 李正皓，政治人物。
- 6月22日——周孝安，演員。
- 6月24日——許耀云，新聞主播。
- 6月25日——賴銘偉，歌手，是神木與瞳成員。
- 6月29日——陳嘉君，演員。
- 7月2日——沈志明，演員、模特兒。
- 7月5日——許瑞峰，漫畫家。
- 7月6日——
  - 吳瑾蓉，編劇。
  - 曾文鼎，化名陳經柴，籃球選手。曾效力於台灣超級籃球聯賽裕隆納智捷籃球隊。
  - 陳國維，籃球教練。
  - 陳漢典，演員、主持人。
- 7月7日——黃嘉欣，羽球教練，是黃嘉琪之妹。
- 7月9日——周宜辰，田徑運動員。
- 7月13日——
  - 黃郁善，歌手。
  - 鄒宗翰，記者、主持人。
- 7月17日——張銘祐，政治評論家。
- 7月18日——袁艾菲，演員、主持人、模特兒。
- 7月19日——
  - 吳瑪麗，主持人、電台DJ。
  - 邱幸儀，歌手。
- 7月20日——
  - 黃怡樺，乒乓球選手。
  - 嚴振欽，導演。
- 7月21日——
  - 李昂軒，魔術師。
  - 蔡阿嘎，YouTube網紅。
  - 吳達偉，政治人物。
- 7月28日——葉志偉，劇場編劇。
- 7月31日——Xargon，電競選手。
- 8月3日——
  - 陳建輔，棒球選手。
  - 呂馥伶，演員。
- 8月7日——
  - 呂寰宇，演員。
  - 許瑋甯，演員、模特兒。
- 8月8日——周曉涵，演員、模特兒。
- 8月9日——岳瀛立，籃球運動員。
- 8月13日——李建明，環保運動人士。
- 8月17日——蔡銘軒，政治人物。
- 8月20日——楊晨熙，演員、主持人。
- 8月24日——
  - 楊家濬，歌手、演員。
  - 夏喬，演員、主持人。
  - 蕭閎仁，歌手。
- 8月25日——余祥銓，通告藝人，是余天之子。
- 8月26日——徐麗雯，演員、導演、編劇。
- 9月1日——劉盈秀，新聞主播。
- 9月2日——唐禹哲，歌手、演員。
- 9月5日——
  - 葉羿君，演員、模特兒。
  - 魏蔓，演員、模特兒。
- 9月6日——曾淑娥，足球運動員。
- 9月7日——顏莉敏，政治人物，是顏寬恆之妹。
- 9月9日——劉乃潔，獸醫，是台大五姬之一。
- 9月10日——
  - 王子若，演員、主持人。
  - 同恩，歌手、演員、主持人。
- 9月11日——
  - 楊佳臻，羽球教練。
  - 黃子悅，演員。
- 9月13日——張可昀，演員、主持人。
- 9月14日——曾秉緯，棒球選手。
- 9月15日——陳宇詰，導演、編劇。
- 9月17日——劉明煌，射箭選手。
- 9月20日——陳品安，政治人物。
- 9月22日——高以翔，演員、模特兒。
- 9月24日——
  - 郭健瑜，棒球選手。
  - 陳世杰，籃球運動員。
- 9月25日——趙又廷，男演員。曾演出電視劇《痞子英雄》。
- 9月26日——姬天語，演員。
- 9月28日——
  - 陳日昇，魔術師。
  - 蔡明晉，棒球選手。
  - 林彥君，演員、主持人、模特兒、通告藝人。
- 9月29日——
  - 張睿倉，政治人物。
  - 王維皓，歌手。
- 10月1日——蔣卓嘉，歌手。
- 10月3日——羅文裕，電競選手。
- 10月5日——
  - 林沅君，花式撞球選手。
  - 賴羽，模特兒。
- 10月8日——方彥迪，新聞主播。
- 10月10日——陳詩弦，政治人物。
- 10月11日——巫宗翰，歌手、演員。
- 10月12日——夏大寶，演員。
- 10月13日——陳欣湄，醫師、主持人。
- 10月14日——劉家華，棒球選手。
- 10月15日——
  - 文祺，籃球教練。
  - 李明倫，羽球教練。
  - 耿伯軒，旅美棒球選手。
- 10月16日——
  - 成語蕎，歌手、演員、模特兒。
  - 黎礎寧，歌手。
- 10月18日——洪申翰，政治人物。
- 10月21日——
  - 曾沛慈，歌手、演員。
  - 周宜霈，歌手、演員、主持人，是黑Girl的隊長。
- 10月25日——允嵐，演員、模特兒。
- 10月29日——姚淳耀，演員、主持人。
- 10月31日——王紹安，游泳選手。
- 11月1日——
  - 許時清，籃球教練。
  - 楊佳運，台灣搖滾樂團八三夭團長兼鍵盤手。
- 11月4日——林良歡，歌手。
- 11月9日——袁叔琪，射箭運動員。
- 11月10日——劉黛瑩，演員，是劉容嘉之妹。
- 11月11日——劉彥輝，台灣搖滾樂團八三夭吉他手。
- 11月12日——楊宗範，棒球選手。
- 11月15日——吳政憲，棒球選手。
- 11月17日——林亭君，政治人物。
- 11月18日——
  - 陳筱蕾，模特兒。
  - 阿諾，演員、模特兒、主持人、通告藝人。
- 11月19日——李睿紳，演員。
- 11月20日——
  - 林家弘，電競選手。
  - 程威銓，心理學家。
- 11月21日——
  - 鍾季容，新聞主播。
  - 丁春誠，演員。
- 11月22日——李千娜，歌手、演員。
- 11月28日——
  - 尤鳳揚，演員、模特兒。
  - 田以熙，模特兒、部落客、Youtube網紅。
- 11月30日——劉伊心，演員，是劉偉民之女。
- 12月2日——蔡力允，演員。
- 12月7日——
  - 高敏靜，棒球選手。
  - 方宥心，歌手、演員。
- 12月9日——
  - 李依瑾，演員、模特兒。
  - 胡盈禎，演員、主持人，是胡瓜長女。
- 12月10日——鍾沛君，政治人物。
- 12月13日——周廣勝，棒球選手。
- 12月14日——葉華，演員。
- 12月16日——林則希，演員。
- 12月18日——陳柏融，演員。
- 12月20日——
  - 林冠吟，歌手。
  - 徐佳瑩，歌手。
- 12月24日——吳皇昇，政治人物。
- 12月25日——潘俊佳，歌手，是MP魔幻力量的前主唱。
- 12月26日——趙正明，魔術師。
- 12月27日——丁文琪，歌手。
- 12月28日——增菘瑋，旅美棒球選手。
- 12月30日——賴薇如，歌手、演員。
- 12月31日——李家佳，通告藝人。

## 逝世
参见： 1984年逝世
- 2月29日——費驊，行政院政務委員，前財政部長。（1912年出生）
- 4月13日——薩孟武，立法委員、政治學家。（1897年出生）
- 6月4日——吳國楨，前台灣省主席。卒於美國喬治亞州。（1903年出生）
- 8月10日——陳啓天，前中國青年黨主席。
- 9月17日——蔡秋桐，臺語文學作家、詩人。戰後曾任元長鄉長、臺南縣參議員。（1900年出生）
- 9月30日——張英武，當時台灣最高的人，巨人症患者。（1921年出生）
- 10月15日——劉宜良，記者、作家。於美國加州遭槍殺。（1932年出生）